# ヴェネツィアン・ゴンドラ
- ディズニーパーク > 東京ディズニーリゾート > 東京ディズニーシー
  - メディテレーニアンハーバー > ヴェネツィアン・ゴンドラ
  - 東京ディズニーシーのアトラクションの一覧 > ヴェネツィアン・ゴンドラ

ヴェネツィアン・ゴンドラ(Venetian Gondolas)は、東京ディズニーシーにあるゴンドラのアトラクションである。

## 概要
| ヴェネツィアン・ゴンドラ Venetian Gondolas | ヴェネツィアン・ゴンドラ Venetian Gondolas | ヴェネツィアン・ゴンドラ Venetian Gondolas        | ヴェネツィアン・ゴンドラ Venetian Gondolas        |
| ------------------------------------------ | ------------------------------------------ | ------------------------------------------------- | ------------------------------------------------- |
| オープン日                                 | オープン日                                 | 2001年9月4日 (東京ディズニーシーと同時にオープン) | 2001年9月4日 (東京ディズニーシーと同時にオープン) |
| スポンサー                                 | スポンサー                                 | ユーハイム                                        | ユーハイム                                        |
| 所要時間                                   | 所要時間                                   | 11分30秒                                          | 11分30秒                                          |
| 定員                                       | 定員                                       | 16名＋キャスト2名/艇                              | 16名＋キャスト2名/艇                              |
| 利用制限                                   |                                            | なし                                              | なし                                              |
| ファストパス                               | ファストパス                               |                                                   | 対象外                                            |
| シングルライダー                           | シングルライダー                           |                                                   | 対象外                                            |

ヴェネツィアン・ゴンドラのアトラクションがあるエリア、メディテレーニアンハーバーはイタリアの街並みを元に作られており、このアトラクションはヴェネツィアの運河にあるゴンドラを模したものである。ルートは、狭い運河を抜けて広いハーバーと呼ばれる場所へ向かった後、発着所へ戻る。それぞれのゴンドラには2人のゴンドリエ（前方の案内役をプルーア、後方の舵取り役をポッパと呼ぶ）がおり、彼らがオールを使って漕ぐことで進んでいる。イタリアという世界観に合わせ、ゴンドリエはイタリア風の名前を名乗り、さらに「チャオ」、「アリベデルチ」（イタリア語で「こんにちは」、「さようなら」の意）と挨拶を行う。6度目に橋をくぐるとき、目を閉じて願い事を唱えれば願い事がかなうという言い伝えがあるとされている。開業当初は夜間の運営は行っていなかったが、現在は一日中運営を行っている。ただしハーバー内で水上ショーが行われる際は、準備・撤退時間も含めて運営が休止される。ゴンドラは全10艘、全長約10m、航行距離約320m。